# マドラス基督教大学
マドラス基督教大学（Madras Christian College / MCC）は、インドのチェンナイ郊外ターンバラムにある、1837年創立の大学。現在はマドラス大学のカレッジとなっているが、独自の運営組織を有している。

## 沿革
もともとはチェンナイの中心部ジョージタウンにて、ジョン・アンダーソンによってスコットランド教会学校として創立された。その後、ウィリアム・ミラーがロンドンにて財産を売却して、ターンバラムに現在の375エーカー（1.52平方キロメートル）のキャンパスを建設し、移動した。
インド独立後の16年間指導者の立場にあったA・J・ボイドは、名指導者として知られ、スンダララージャン将軍の自伝などに言及されている。次にマクファイルが引き継ぎ、その後に初めてのインド人校長であるチャンドラン・デーヴァセーナンが指導者となった。

## キャンパス
キャンパス内には湖があり、豊かな樹林があって鹿が放されている。「ホール」と呼ばれる学寮が4つあり、それぞれ「聖トーマス・ホール」「セーライユール・ホール」「ヒーバー主教ホール」「マルティン・ホール」という名が付いていて、それぞれの伝統によって培われた独自の行事や活動を行なう。
MRF・ペース協会というアジア有数のクリケットの練習センターもキャンパス内にある。
マドラス基督教大学高等学校が、系列校として設置されている。

## 卒業生
同窓会が組織されており、卒業生は国外に出ていても連絡を絶やさない。卒業生には、多くの著名人がいる。
- サルヴァパッリ・ラーダークリシュナン博士：元インド大統領、思想家
- T・N・セーシャン：政治家
- P・チダンバラム：政治家
- M・K・スターリン：政治家
- ランガナータン：図書館学者
- リーンダー・パエス：テニス選手
- A・R・ラフマーン：映画音楽家
- ヴィスヴァナータン・アーナンド：元チェス世界王者

## 文化祭「ディープ・ウッズ」
ディープ・ウッズという文化祭は有名で、ロックショーをはじめとした数々の行事で多くの人が訪れる。通常は2月の第2週に3日間催され、周辺の大学も多数参加する。ディープ・ウッズという名称は、或る幽霊の住み処である「deepwoods」から取られたものであるとされる。
1980年から本格的に催されており、2004年のディープ・ウッズは25周年を祝って、「25年の創造性を祝う」という標語のもとに盛大に行なわれた。